# Waterhuizen
Waterhuizen (Gronings: Woaterhoezen) is een dorp in de gemeente Midden-Groningen in de provincie Groningen in Nederland. Het is gelegen aan het Winschoterdiep, op de plek waar de Hunze tegenwoordig uitmondt in het diep.
Het is vooral bekend vanwege de eerste dwarshelling die men tegenkomt als men vanaf Groningen langs het kanaal richting Hoogezand gaat. Hier bevinden zich de scheepswerven GS Yard en Pattje.
Van 1971 tot 2014 was het Spoorwegmuseum Waterhuizen in het dorp gevestigd.
Waterhuizen geeft ook zijn naam aan de spoorboog Waterhuizen aansluiting die het rangeerterrein in Onnen verbindt met de spoorlijn van Groningen naar Nieuweschans.
Delen van Waterhuizen behoorden tot 1969 tot de gemeenten Haren en Noorddijk.

## Afbeeldingen

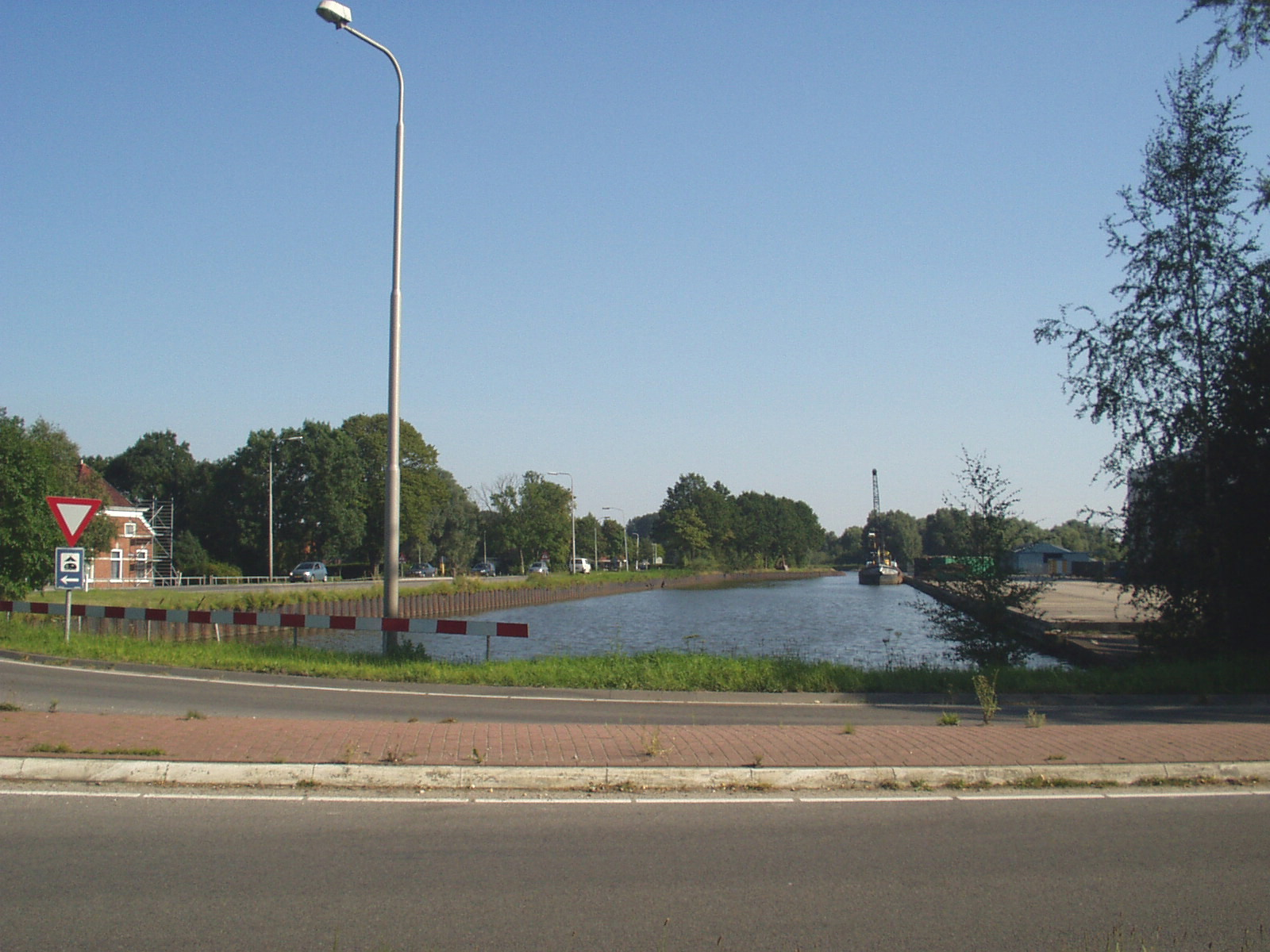
Waterhuizen - rechts de verlaten dwarshelling (2005)
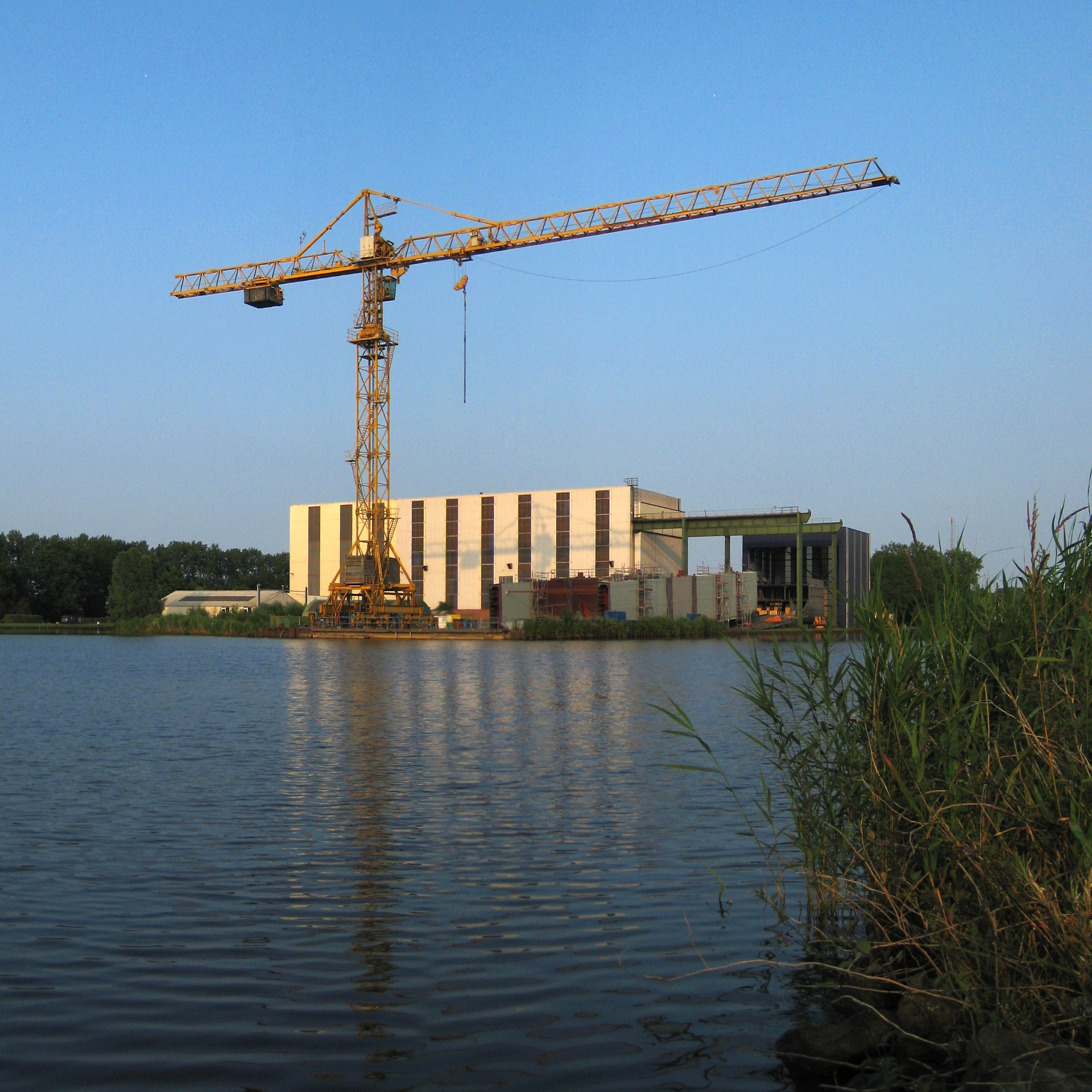
Scheepswerf GS Yard in Waterhuizen (2009)
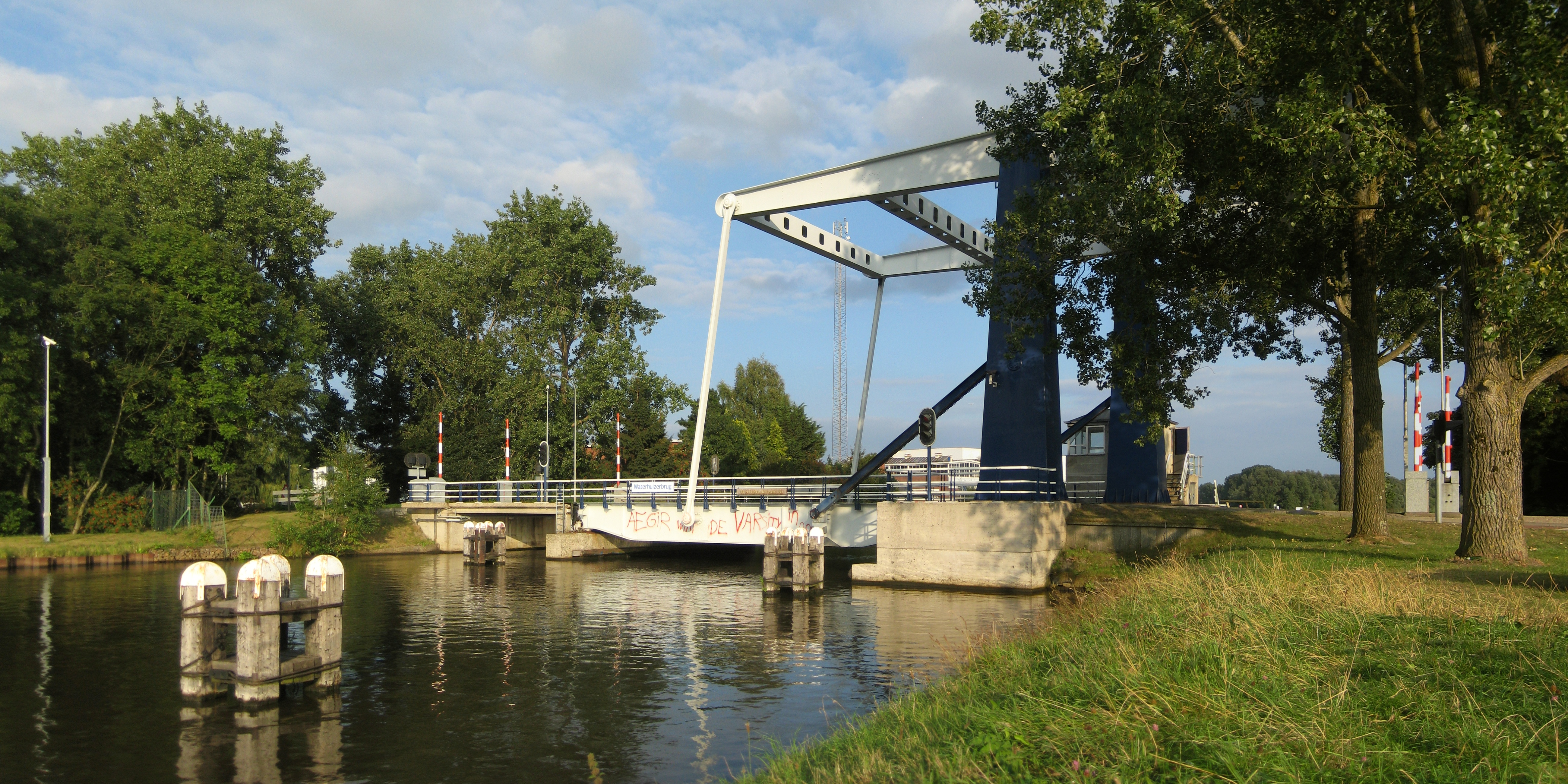
De Waterhuizerbrug (2013)
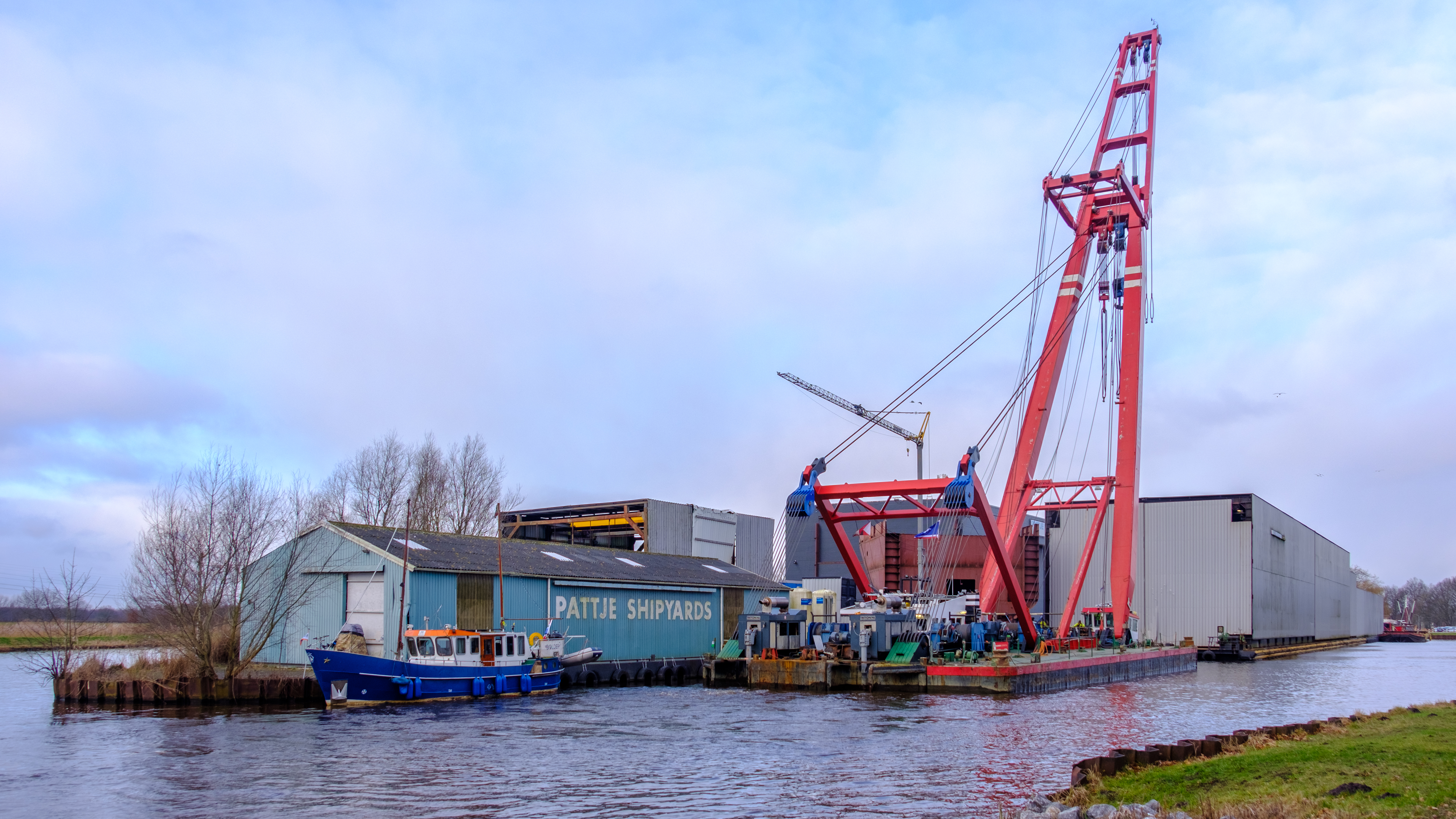
Achterzijde scheepswerf Pattje met bok Triton van Wagenborg (2023)

Dorpen: Borgercompagnie · Foxhol · Froombosch · Harkstede · Hellum · Hoogezand · Kiel-Windeweer · Kolham · Kropswolde · Luddeweer · Meeden · Muntendam · Noordbroek · Overschild · Sappemeer · Scharmer · Schildwolde · Siddeburen · Slochteren · Steendam · Tripscompagnie · Tjuchem · Waterhuizen · Westerbroek · Woudbloem · Zuidbroek

Buurtschappen: Achterdiep · Akkereinden · Ayngehorn · Beneden Veensloot · Blokum · Bokhörn · Borgweg · Boven Veensloot (deels) · Bovenhuizen · Bovenstreek · Buitenhuizen · Denemarken · Drukkebuurt · Duurkenakker · Eelshuis · Foxham · Foxholsterbosch · Gaarland · Gaarveen · De Hammen · Den Ham · Hamweg · Heerenlaan · Heidenschap · De Hole · Huisweeren · Jagerswijk · Kalkwijk · Kiel · Klein Harkstede (deels) · Kleinemeer · 't Klooster · Korengarst · Kostverloren · Lageland · Langewijk · Leentjer · Lula · Medumertol · Nieuwe Compagnie · Noordbroeksterhamrik · Noordbroeksterveen · Oosterweeren · Oostwold · Oude Verlaat · De Paauwen · Roeksweer · Ruiten · Schaaphok · Schildland ·  Siddebuursterveen · Spitsbergen · Stootshorn · Tusschenloegen · Tussenklappen · Uiterburen · Uitham · Veendijk · Het Veen · 't Veen · Veenhuizen · Vossenburg · Weereweg · Westeind · Wilderhof · Windeweer · Winkelhoek · Wolfsbarge · De Zanden · Zandwerf · Zuiderveen 

Wijk: Gorecht · Gouden Driehoek · Martenshoek · Meerwijck · Ruitershorn · Rengerspark · Sappemeer-Noord · De Vosholen · Woldwijck · Zuiderpark

Groningen: Steden en dorpen      Nederland: Provincies · Gemeenten